# Волгоградский завод железобетонных изделий № 1
Открытое акционерное общество «Волгоградский завод железобетонных изделий № 1» (ОАО «ВЗ ЖБИ № 1») — строительное предприятие города Волгограда, основан в 1956 г.
Определением Арбитражного суда Волгоградской области от 26 декабря 2011 года в отношении ОАО «ВЗ ЖБИ №1» введена процедура наблюдения (первая стадия банкротства). На заводе работал мастером цеха Староватых Ю. Ф., ставший впоследствии председателем исполкома горсовета Волгограда.
В 2013 году Министерство культуры Волгоградской области обратилось в суд с исковым заявлением в связи с неисполнением «ВЗ ЖБИ № 1» обязательств по содержанию объекта культурного наследия «Дом культуры и техники АО ВГТЗ», находящегося в его собственности.